# Неволинское сельское поселение (Тюменская область)
Неволинское се́льское поселе́ние — муниципальное образование в Ишимском районе Тюменской области Российской Федерации.
Административный центр — село Неволина.

## История
Статус и границы сельского поселения установлены Законом Тюменской области от 5 ноября 2004 года № 263 «Об установлении границ муниципальных образований Тюменской области и наделении их статусом муниципального района, городского округа и сельского поселения»

## Население
| 2010 | 2011 | 2012 | 2013 | 2014 | 2015 | 2016 |
| ---- | ---- | ---- | ---- | ---- | ---- | ---- |
| 732  | ↘730 | ↘703 | ↘676 | ↘655 | ↘641 | ↗648 |
| 2017 | 2018 | 2019 | 2020 | 2021 |      |      |
| ↗659 | ↘643 | ↘629 | ↘595 | ↗663 |      |      |

## Состав сельского поселения
| № | Населённый пункт | Тип населённого пункта       | Население |
| - | ---------------- | ---------------------------- | --------- |
| 1 | Неволина         | село, административный центр | 551       |
| 2 | Новоивановка     | деревня                      | 36        |
| 3 | Тимохина         | деревня                      | 145       |